# Palazzo Foresti Papadopoli
Palazzo Foresti Papadopoli (o Palazzo Poerio Papadopoli) è un palazzo di Venezia, situato nel sestiere di Santa Croce e affacciato sul canale dei Tolentini tra Palazzo Condulmer e l'Hotel Papadopoli, di fronte alla chiesa di San Nicola da Tolentino.
Palazzo Foresti Papadopoli o Poerio, in data 11 gennaio 2010, è stato dichiarato di interesse culturale ai sensi dell'art. 12 del D. Lgs. 42/2004.

## Storia
Fu eretto nel XVI secolo e sostanzialmente rimaneggiato nel Settecento, con ulteriori restauri nel XX secolo. 
Nei primi decenni del Novecento la proprietà fu ceduta dal conte Papadopoli al Comune di Venezia, che la aprì al pubblico. Il grandioso giardino fu ridotto poi alla metà della sua estensione (ciò che ne rimane forma gli omonimi giardini dietro il palazzo e le aiuole superstiti di piazzale Roma) nel 1933 con la creazione del rio Novo e l'innalzamento del Park Hotel sul lato sud (poi Sofitel Hotel, ora Hotel Papadopoli).
Il palazzo venne adattato ad uso scolastico e il 19 dicembre 1921 venne qui inaugurata la Scuola elementare femminile, in seguito intitolata ad Alessandro Poerio. Fu pensata anche come scuola all'aperto in quanto circondata da un imponente parco di quasi 12 000 m², che ospitava alunni provenienti anche da altre scuole, secondo orari prestabiliti. Per la diminuzione della popolazione scolastica a Venezia, la scuola è stata poi chiusa per ospitare il comando dei vigili urbani.
Di recente, il comune di Venezia ha messo all'asta l'immobile per la cifra di 14 000 000 euro che è stato acquistato da un magnate di Singapore, Ching Chiat Kwong.

## Architettura
Di chiaro gusto classico, l'impostazione planimetrica si presenta semplice, a figura rettangolare e al tempo stesso rivela la classica tipologia a salone e portego passanti. Al portego del piano terra si accede attraverso gli accessi centrali di facciata. Il palazzo presenta due prospetti architettonicamente ben delineati: una a est a carattere più urbano, che si affaccia su rio dei Tolentini e guarda la facciata dell'omonima chiesa, e l'altro ad ovest con affaccio sul giardino pertinenziale. Le due facciate, pur presentando elementi architettonici differenti, hanno in comune la ricerca della simmetria che rispecchia l'impianto tripartito al suo interno, e l'impostazione dei fori finestra secondo l'asse centrale che coincide con tutti e due i casi al piano terra con gli accessi al palazzo. Il fianco nord che prospetta sul passaggio pedonale che attraversa i giardini Papadopoli è congiunto al vicino hotel da un portico. Il palazzo si sviluppa su due piani, oltre ad un piano ammezzato e ad un sottotetto.